# August Schmidt (Geophysiker)

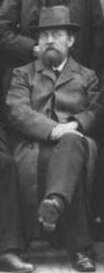
August Schmidt 1901

Carl August von Schmidt (* 1. Januar 1840 in Diefenbach, Württemberg; † 21. März 1929 in Stuttgart) war ein deutscher Geophysiker und Meteorologe.

## Leben
August Schmidt, Sohn eines Lehrers, widmete sich nach abgelegtem Abitur einem Studium der Theologie an der Eberhard Karls Universität Tübingen, wechselte dort in der Folge zu den Studien der Mathematik und Naturwissenschaften, 1863 erfolgte seine Promotion. Seit 1864 unterrichtete er Chemie in Paris und Stuttgart, 1868 trat er eine Stelle als Hilfslehrer am Dillmann-Realgymnasium in Stuttgart an, dort erfolgte 1872 seine Bestellung zum Professor für Mathematik und Physik, 1904 wurde er in den Ruhestand verabschiedet.
Er führte darüber hinaus von 1896 bis 1912 den Vorstand der dortigen Meteorologischen Zentralstation, von 1902 bis 1912 gehörte er dem Vorstand des Erdbebenforschungszentrums in Straßburg sowie von 1906 bis 1912 jenem der Wetterstation am Bodensee an. Schmidt wies 1888 nach, dass die Strahlen der Erdbebenwellen sich in der Erde nicht geradlinig, sondern nach dem Brechungsgesetz nach oben gekrümmt ausbreiten müssen, womit er klar den Zusammenhang zwischen wahrer und scheinbarer Ausbreitungsgeschwindigkeit erkannte.
Schmidt, der um 1900 seinen für die Erdbebenforschung eingesetzten Trifilargravimeter entwickelte, wurde 1898 in die Deutsche Akademie der Naturforscher Leopoldina gewählt, später erfolgte seine Ernennung zum Geheimen Rat. 1920 wurde er Ehrenmitglied des Vereins für vaterländische Naturkunde in Württemberg.

## Publikationen
- Wellenbewegung und Erdbeben: Ein Beitrag zur Dynamik der Erdbeben, 1888
- Das süddeutsche Erdbeben vom 16. November 1911, Druck von W. Kohlhammer, 1912